# DSR-Precision DSR-50
Il DSR-50 è un fucile anti-materiale a otturatore girevole-scorrevole sviluppato e distribuito dalla tedesca DSR-Precisione GmbH, e si tratta essenzialmente una versione in alto calibro del DSR-1 camerato per il .50 BMG (12,7 × 99 mm NATO).
Prodotto dalla DSR-Precisione GmbH, il DSR-50 è basato sul fucile di precisione DSR-1 e presenta modifiche necessarie a sostenere la potenza del più grande calibro .50 BMG, come un sistema di rinculo idraulico ospitato nel calcio e un particolare freno di bocca. Quest'ultimo accessorio, definito compensatore di rinculo, è una combinazione di silenziatore e freno di bocca, ed è un tentativo di moderare la fiammata e il rinculo della cartuccia .50 BMG, in opposizione ai normali fucili d'alto calibro che sfruttano unicamente un freno di bocca. Come per il DSR-1, il fucile mantiene la sua configurazione bullpup, permettendo l'uso di una canna a lunghezza piena pur mantenendo una lunghezza complessiva moderata (cosa non facile per i fucili in .50 BMG) e concentrando il peso dell'arma verso il calcio per migliorarne il bilanciamento in fase di tiro (anche parzialmente per controbilanciare il notevole peso del freno di bocca). Le caratteristiche condivise con il DSR-1 sono il bipiede montato sulla slitta superiore dell'arma, monopiede di sostegno per il calcio, la canna flottante, poggia guancia, calcio e impugnatura completamente regolabili e alloggiamento per un caricatore di riserva davanti al grilletto.